# Condado de Salt Lake
O Condado de Salt Lake (em inglês:  Salt Lake County) é um dos 29 condados do estado americano do Utah. A sede e maior cidade do condado é Salt Lake City, que é também a capital do estado. Foi fundado em 1852 e deve o seu nome ao Grande Lago Salgado.
O condado tem uma área de 2 091 km², dos quais 1 922 km² são cobertos por terra e 168 km² por água, uma população de 1 029 655 habitantes, e uma densidade populacional de 535,5 hab/km² (segundo o censo nacional de 2010). É o condado mais populoso do Utah e o 38º mais populoso dos Estados Unidos.